# Pakan
Pakan är en ort i Gambia. Den ligger i regionen Central River, i den östra delen av landet, 150 km öster om huvudstaden Banjul. Antalet invånare var 187 vid folkräkningen 2013.